# Artoria inversa
Espèce
Artoria inversa est une espèce d'araignées aranéomorphes de la famille des Lycosidae.

## Distribution
Cette espèce est endémique d'Australie-Occidentale. Elle se rencontre au Wheatbelt et au Goldfields-Esperance.

## Description
Le mâle holotype mesure 2,80 mm, les mâles mesurent de 2,31 à 3,38 mm.

## Systématique et taxinomie
Cette espèce a été décrite par do Prado, Baptista et Framenau en 2024.

## Publication originale
- do Prado, Baptista & Framenau, 2024 : « Taxonomy of the wolf spider genus Artoria in Western Australia (Araneae, Lycosidae, Artoriinae). » Zootaxa, no 5547(1), p. 1-81.